# Karl Renner
Karl Renner, född 14 december 1870 i Untertannowitz i Mähren (idag Dolní Dunajovice, Tjeckien), död 31 december 1950 i Wien, var en österrikisk socialdemokratisk politiker.

## Biografi
Renner blev juris doktor vid Wiens universitet 1896, anställdes därefter vid österrikiska riksrådets bibliotek och verkade även som socialdemokratisk skriftställare. Han var 1907–1918 ledamot av riksrådet och ställdes efter revolutionen i november 1918 och Victor Adlers död därefter i spetsen för den provisoriska regeringen som förbundskansler den 11 november. Hans utrikespolitik gick ut på att försöka få de allierade segrarmakterna att bli mer välvilliga mot Österrike, och i detta syfte verkade han, inte helt utan framgång, som första österrikisk delegat vid de förhandlingar i Paris, som ledde till freden i Saint-Germain 10 september 1919.
I juli 1919 övertog han efter Otto Bauer även utrikesministerposten, ombildade i oktober sin koalitionsministär och ingick efter dennas avgång (juni 1920) som utrikesminister i Michael Mayrs koalitionsministär. Efter val till nationalrådet i oktober samma år avgick Renner jämte övriga socialdemokrater ur denna. Han tillhörde den provisoriska och den konstituerande nationalförsamlingen och blev 1920 ledamot av nationalrådet, i vilket han blev talman 1931, men avgick 1933 i protest mot Engelbert Dollfuss förslag till ny konstitution. Vid den sistnämndes statskupp 1934 fängslades Renner, men frigavs redan samma år.
Under bokbålen runt om i Nazityskland 1933 brände nationalsocialister flera arbeten av Karl Renner, bland annat Marxismus, Krieg und Internationale (1917). Under åren 1938–1945 höll han sig borta från politiken och lämnades därför i fred av nazisterna.
År 1945 fick han i uppdrag från Sovjetunionen att återupprätta den österrikiska civilförvaltningen, och blev i april förbundskansler i en provisorisk regering. Han avgick efter Österrikiska folkpartiets valseger i november, men valdes i december samma år till förbundspresident, en befattning som han innehade intill sin död. Kort före sitt frånfälle hade han mottagit storartade hyllningar på sin 80-årsdag.
Renner förfäktade i sina skrifter (några utgivna under pseudonymerna Rudolf Springer och Synopticus) en i vissa avseenden modifierad marxistisk uppfattning (”ungmarxism”, ”neo-marxism”).